# آنگولا تلکام
آنگولا تلکام (انگلیسی: Angola Telecom) شرکت مخابرات آنگولایی است، که در سالر۱۹۹۲ تأسیس شد.